# Vườn quốc gia Conimbla
Vườn quốc gia Conimbla là một vườn quốc gia ở bang New South Wales, Úc, cách thành phố Sydney 253 km về phía tây. Vườn quốc gia này có diện tích 76 km² và được thành lập ngày 18.7.1980.

## Sự kiện
- Diện tích: 76 km²
- Tọa độ địa lý: 33°44′54″N 148°26′21″Đ / 33,74833°N 148,43917°Đ
- Ngày thành lập: 18.7.1980
- Cơ quan quản lý: New South Wales National Parks and Wildlife Service
- Loại IUCN: II